# 粗鳞灯笼鱼
粗鳞灯笼鱼（学名：Myctophum asperum）为灯笼鱼科灯笼鱼属的鱼类。分布于大西洋、印度洋、太平洋以及南海、东海等海域，常生活于热带和亚热带海区。粗鳞灯笼鱼為深海魚類，棲息深度0-750公尺，體長可達8.5公分。

## 扩展阅读
維基物種上的相關：粗鳞灯笼鱼